# Википедия на санскрите
Википедия на санскрите (санскр. संस्कृतविकिपीडिया; IAST: Saṃskṛta Vikipīḍiyā) — раздел Википедии на языке санскрит.
Основанный в декабре 2003 года, раздел достиг рубежа в пять тысяч статей к августу 2011 года. Самая ранняя статья, все ещё доступная на сайте санскритской Википедии, Дамана дӣва (Даман и Диу), датированна 9 июля 2004 года, однако первая статья была создана 21 марта 2004 года.
Википедия на санскрите сотрудничает с индийской некомерческой организацией «Самскрита Бхарати», которая определяет свою цель как «возрождение санскрита в Индии». В одной из своих статей The Times of India сказала, что «санскрит возвращается, благодаря сообществу Википедии».
По состоянию на 10:18 (UTC) 18 июля 2025 года раздел содержит 12 299 статей, занимая по этому параметру 163-е место среди всех языковых разделов.
В разделе зарегистрировано 43 343 участника, трое из них имеют статус администратора; 77 участников совершили какие-либо действия за последние 30 дней; общее число правок за время существования раздела составляет 493 906.
Данный раздел использует принцип добросовестного использования (fair use). В настоящее время общее количество загруженных в раздел файлов составляет 445.